# Davemaoïta
La davemaoïta és un mineral de la classe dels òxids que pertany al subgrup de la bridgmanita. Rep el nom en honor de Ho-Kwang (Dave) Mao (毛河光) (Xangai, República Popular de la Xina, 18 de juny de 1941), geòleg xino-nord-americà del Laboratori de Geofísica de la Carnegie Institution for Science. És un expert en mineralogia d'alta pressió i amb Peter M. Bell va aconseguir la primera pressió estàtica verificada superior a 1 megabar al laboratori.

## Característiques
La davemaoïta és una perovskita de silicat de calci d'alta prssió, de fórmula química CaSiO₃, amb una estructura cristal·lina cúbica distintiva. Va ser aprovada com a espècie vàlida per l'Associació Mineralògica Internacional l'any 2020 i publicada el 2022. Cristal·litza en el sistema isomètric.
És un dels tres minerals principals del mantell terrestre, i representa al voltant del 5-7% del material que n'hi ha. Aquest mineral pot contenir urani i tori, isòtops radioactius que produeixen calor mitjançant la desintegració radioactiva i contribueixen en gran manera a l'escalfament dins d'aquesta zona, donant al material un paper important en com la calor flueix profundament sota la superfície terrestre.
L'exemplar que va servir per a determinar l'espècie, el que es coneix com a material tipus, es troba conservat a les col·leccions mineralògiques del Museu d'Història Natural del Comtat de Los Angeles, a Los Angeles (Califòrnia) amb el número de catàleg: 74541.

## Formació i jaciments
Va ser descoberta a Orapa, Letlhakane (Districte Central, Botswana), en forma d'inclusions en diamants. Aquest indret és l'únic a tot el planeta on ha estat descrita aquesta espècie mineral.